# Johanna Bonne-Wepster
Johanna Bonne-Wepster (Den Haag, 13 juni 1892 – Amstelveen, 4 mei 1978) was een Nederlandse entomoloog, die onderzoek deed naar ziekteoverdragende steekmuggen en een grote collectie muggen verzamelde en determineerde.

## Levensloop
Johanna Wepster werd op 13 juni 1892 geboren te Den Haag. Ze volgde haar opleiding aan de kweekschool en behaalde haar hoofdacte.

### Cornelis Bonne
Johanna Wepster trouwde in 1915 met Cornelis Bonne (1890-1948), patholoog en parasitoloog. Bonne studeerde in 1913 in Amsterdam af als arts en volgde vervolgens nog een opleiding in Londen aan de 'London School of Tropical Medicine'. In 1915 vertrok hij als arts in dienst van het Indisch Leger naar Suriname, waar hij vanaf 1920 in dienst was van de Surinaamse Bauxiet Maatschappij. 
In 1927 vertrok het echtpaar naar Nederlands-Indië waar Bonne onder meer les gaf aan de Geneeskundige Hoogeschool en vanaf 1932 hoofdredacteur was van het Geneeskundig Tijdschrift Voor Nederlandsch Indië.

## Onderzoek steekmuggen en ziektes
Bonne-Wepster vergaarde haar kennis over steekmuggen en hun rol in de verspreiding van ziekten aanvankelijk via Cornelis Bonne. Het echtpaar begon hun onderzoek in Suriname, waar zij in 1916 intensief steekmuggen verzamelden. Ze raadpleegden experts in Londen en Washington en stelden een overzicht samen van de steekmuggen in Suriname. Ze schreven verscheidene artikelen en in 1925 verscheen Mosquitoes of Surinam. A study on neo-tropical mosquitoes.
Het echtpaar woonde van 1927 tot 1948 in Nederlands-Indië, waar zij hun onderzoek voortzetten en muggen verzamelden. Ze ontdekten nieuwe soorten en schreven verschillende publicaties, waarbij ze samenwerkten met collega's van het Instituut voor Tropische Hygiëne en Geographische Pathologie.
Samen brachten ze verschillende soorten muggen op naam, zoals de Howardina arborealis (1920) en de Wyeomyia lamellata (1920).
Na haar internering in Japanse krijgsgevangenschap stond zij tijdelijk aan de leiding van de Dienst der Malariabestrijding in Indonesië.
Cornelis Bonne was korte tijd president van de Universiteit van Indonesië, tot het echtpaar in 1948 terugkeerde naar Nederland.

## Loopbaan
In 1948 keerden Cornelis Bonne en Johanna Bonne-Wepster terug naar Nederland, waar Cornelis Bonne op 25 april 1948 overleed in Rotterdam.
Van 1949 tot haar pensionering in 1963 was Johanna Bonne-Wepster als wetenschappelijk medewerker verbonden aan de Universiteit van Amsterdam. Daarnaast was ze verbonden aan het Koninklijk Instituut voor de Tropen, bij het 'Instituut voor Tropische Hygiëne en Geographische Pathologie'.
Haar terrein van onderzoek betrof de medische entomologie en in het bijzonder de taxonomie en systematiek van steekmuggen, ofwel Culicidae.
In haar onderzoek richtte ze zich op het overbrengen van ziekten door muggen, zoals Malaria, maar ook bracht ze in deze periode vele muggensoorten op naam.

### Eredoctoraat
In 1951 ontving Johanna Bonne-Wepster een ere-doctoraat in de geneeskunde aan de Universiteit van Amsterdam.
Met haar promotor, Nicolaas Hendrik Swellengrebel, schreef zij in 1953 The anopheline mosquitoes of the Indo-Australian region.
Johanna Bonne-Wepster overleed op 4 mei 1978 in Amstelveen.

### Collectie
De collectie steekmuggen van J. Bonne-Wepster, tussen 10.000 en 13.000 exemplaren groot, is ondergebracht bij Naturalis Biodiversity Center in Leiden. In haar notities beschreef Bonne-Wepster circa 60.000 exemplaren.
Door digitalisering zijn 52.102 van haar beschrijvingen gekoppeld aan verzamelde exemplaren en ontsloten in het publieke domein via de Global Biodiversity Information Facility database.